# 軌道スペースプレーン計画

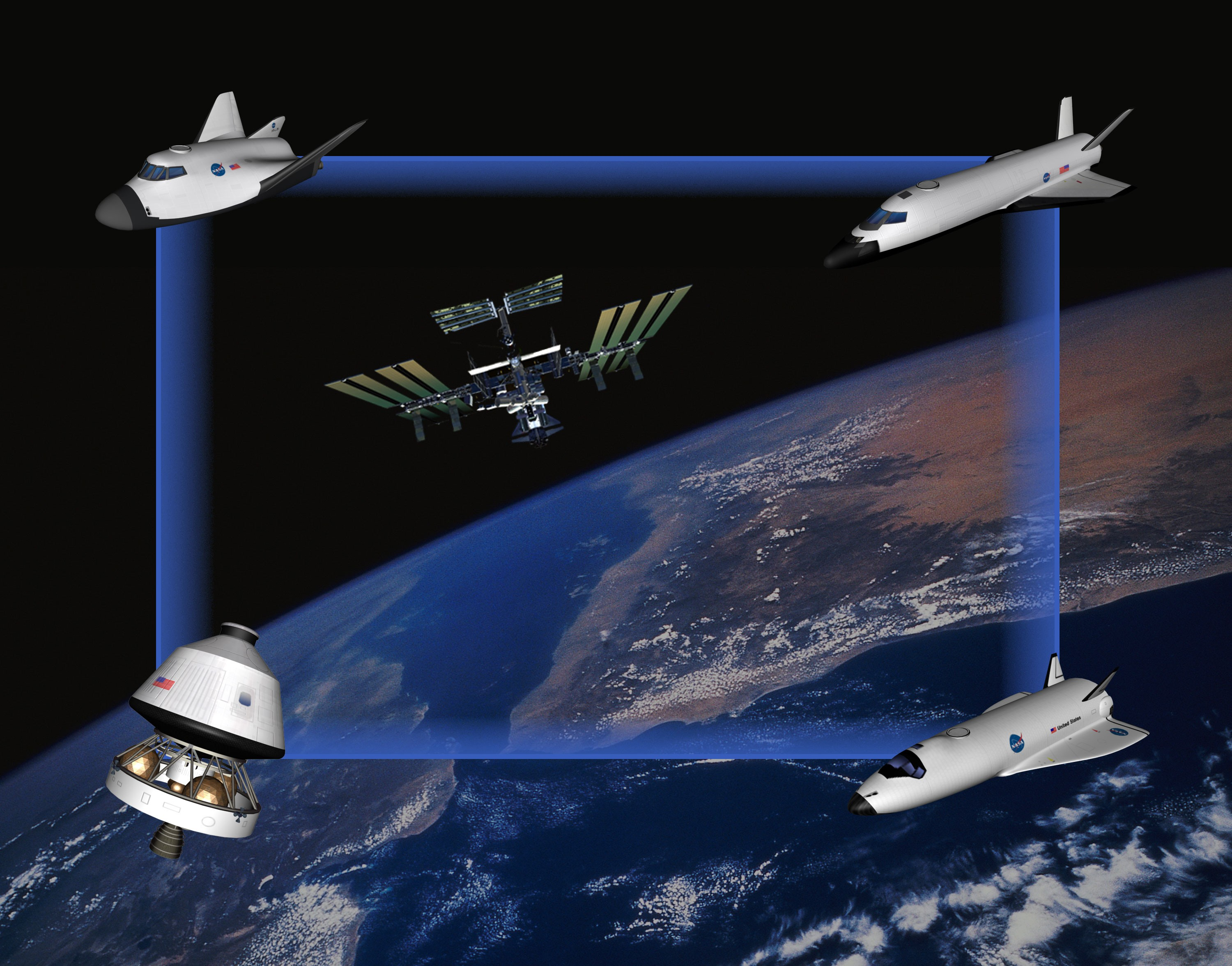
軌道スペースプレーンの概念図

軌道スペースプレーン計画（きどうすぺーすぷれーんけいかく、英語: Orbital Space Plane (OSP) program）は、2000年代初頭のNASAスペースプレーンの概念であり、国際宇宙ステーションの乗組員の救助、乗組員の輸送、および物資、食料、その他の必要な機器などの予備貨物の要件をサポートするように設計された。
2004年のコンステレーション計画の開始に伴い、NASAは、OSPで得られた知識を乗員探査船の開発に移行した。これは、個別の乗組員とサービスモジュールを備えたアポロスタイルのカプセルである。

## 原点
当初の計画では、国際宇宙ステーションの緊急避難機能を有する小型で低コストの「乗員帰還機（ACRV）」を想定していた。X-38はこれのプロトタイプであった。 2002年にACRVが中止された後、計画はより能力がある軌道スペースプレーンの概念につながった。
軌道スペースプレーンの最初の変更は、ISSの乗組員救助船として機能するように設計されていた。これは、ACRVの以前の計画に取って代わった。
この初期バージョンの飛行機は2010年までに就役する予定であった。
スペース・ローンチ・イニシアチブ計画は、2000年に再利用可能なロケット研究契約を授与することから始まる。2002年11月、軌道スペースプレーン計画と次世代打ち上げ技術プログラムに進化した。

## 目的
軌道スペースプレーンの将来のバージョンは、乗組員を国際宇宙ステーションに運ぶために、既存の発展型使い捨てロケット（EELV）ロケットで打ち上げられる。OSPはスペースシャトルと並行して運用され、OSPは乗務員の飛行と、建設および貨物の飛行をシャトルが担当することが想定されていた。当時、まだ引退する予定でなかったシャトル計画は、2030年代まで技術的に存立できると考えられていた。2つの宇宙船はISSの寿命を通して互いに補完し合うことが期待され、アプローチの利点の1つは、宇宙への人間のアクセスが保証されていることであった。しかし、スペースシャトル・コロンビアの喪失によって機能の欠如がハイライトされた。
軌道スペースプレーンとその関連システムのトップレベルの要件は、2003年2月に承認され、2003年3月、計画はシステム運用の評価を開始し、NASAのミッションと請負業者の設計との間のシステム設計の整合性を確保した。

## その他のプログラムコンポーネント
OSPプログラムの他のコンポーネントはX-37とDART。
X-37ビークルは、軌道スペースプレーンを含む将来の再利用型ロケットシステムのリスクを低減するために、飛行試験の進歩技術を目的として設計された。
自律ランデブー技術のデモンストレーション（ DART ）のデモンストレーションは、他の宇宙船を見つけてランデブーするために必要な技術をテストするために設計された別の飛行デモンストレーター船。ロシアはこの技術を何年も習得してきたが、これはNASAにとって初めてのことであった。搭載された誘導センサーを使用し、DARTは引退した衛星の周りで一連の操作を実行した。しかし、打ち上げが成功した後、誘導システムの未知の問題により、宇宙船はスラスター燃料を早期に使い果たし、すべての目的を実行する前にミッションを終了した。
2010年、オービタル・サイエンシズ社は、OSPプログラム契約に基づいて行われた作業の一部を、商用乗務員輸送開発プログラムのフェーズ2に基づくNASAへのプロメテウス宇宙船の提案に再利用した 。